# Arsen Sergejewitsch Pawlow

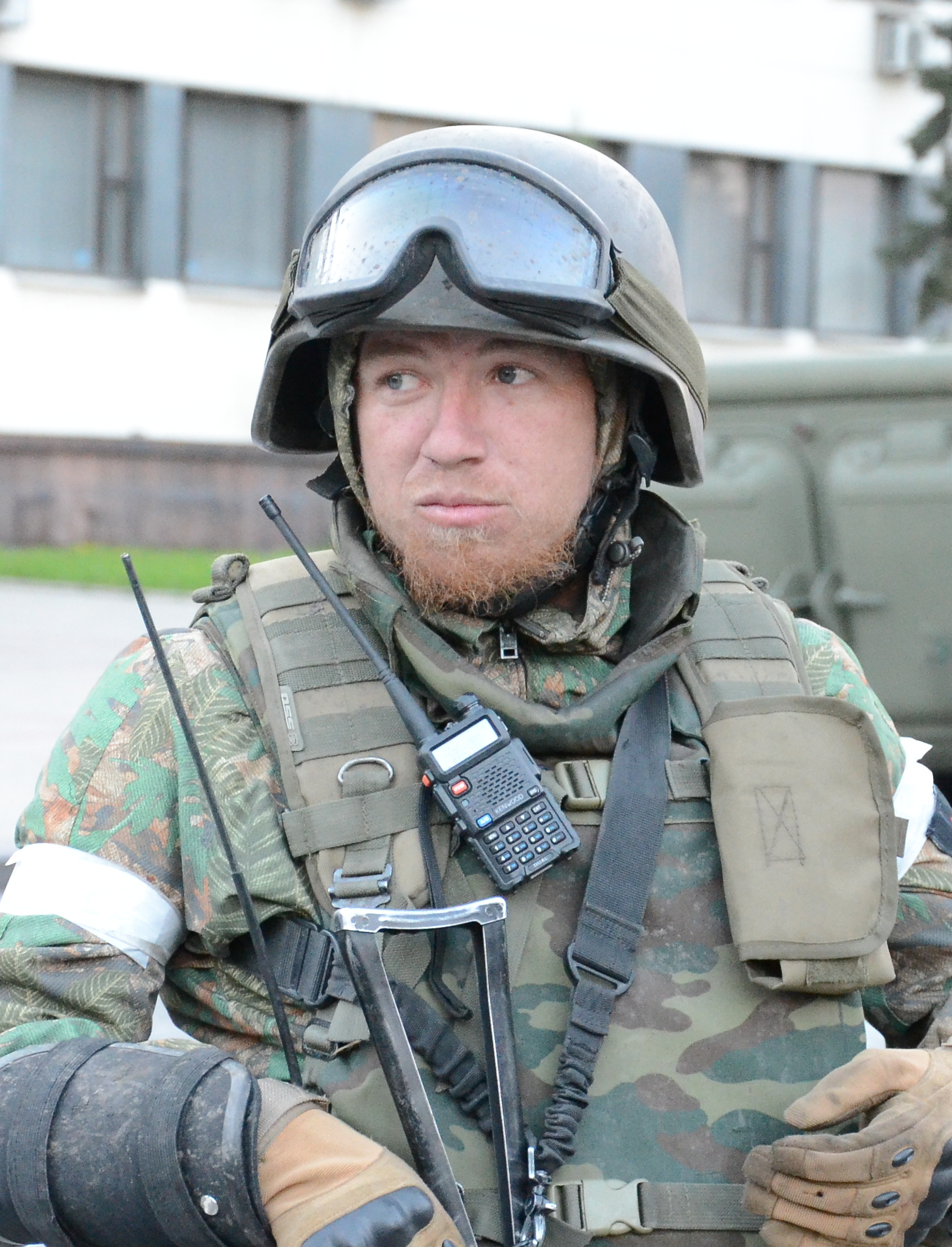
Arsen Pawlow, 2015

Arsen Sergejewitsch Pawlow (russisch Арсе́н Серге́евич Па́влов, häufig als Arseni Pawlow bezeichnet; * 2. Februar 1983 in Uchta, ASSR der Komi, Sowjetunion; † 16. Oktober 2016 in Donezk, Ukraine), auch Motorola (Моторола) genannt, war ein russischer Söldner im Ukraine-Krieg. Er führte offiziell das prorussische Bataillon Sparta an.

## Leben
Pawlow diente in der russischen Armee und war im Zweiten Tschetschenienkrieg im Einsatz. Vor seinem Kriegseintritt in der Ostukraine im April 2014 hatte er seinen Wohnsitz in Rostow am Don und arbeitete in einer Autowaschanlage. Nach Konflikten mit dem russischen Gesetz (Autodiebstahl und Trunkenheitsfahrt) und drohender Haftstrafe soll er sich infolgedessen für den Kampf in der Ostukraine entschieden haben.
Im Ukraine-Krieg war Pawlow als sichtbarer Befehlshaber unter anderem an der Zweiten Schlacht um den Flughafen Donezk und der Schlacht um Ilowajsk beteiligt. Kritiker sahen in ihm eine für die Medien inszenierte Figur, welche im Kampf nicht wirklich kommandierte. Im Weiteren soll Pawlow zeitweise in Kontakt zum russischen Rechtsextremisten Wladimir Schirinowski gestanden haben. Pawlow trat oft in Propagandaveröffentlichungen der Separatisten mit dem prorussischen Milizenführer Michail Tolstych auf. Bei beiden Milizenkommandeuren zweifelten Beobachter an ihren Fähigkeiten und wiesen auf ihre offenbar wichtigere Rolle in den russischen Medien hin. Es werden Pawlow Kriegsverbrechen vorgeworfen. Sein Kampfname Motorola spielt auf seine Zeit als Funker in der russischen Armee an. Im Februar 2015 wurde Pawlow auf die Sanktionsliste der Europäischen Union gesetzt.

## Tod
Pawlow starb bei der Explosion eines Sprengsatzes im Aufzug seines Wohnhauses, woraufhin die Führung der sogenannten Volksrepublik Donezk eine dreitägige Trauerzeit (vom 17. bis 19. Oktober 2016) ausrief.
Wie die New York Times am 25. Februar 2024 in einem Artikel über die umfangreichen Tätigkeiten der Central Intelligence Agency (CIA) in der Ukraine seit 2014 berichtete, habe die CIA bereits kurz nach dem Tod von Sergejewitsch Pawlow erfahren, dass es sich bei den Attentätern um Mitglieder des Fifth Directorate handle. Das ist eine von der CIA ausgebildete Spionagegruppe. Der ukrainische Inlandsgeheimdienst habe den Beteiligten am Sprengstoffanschlag Erinnerungsabzeichen ausgehändigt, auf denen das Wort „Lift“, die englische Bezeichnung für „Aufzug“, aufgestickt gewesen sei.

## Vorwurf von Kriegsverbrechen
Die Menschenrechtsorganisation Amnesty International wirft Pawlow und seiner Einheit „Sparta“ vor, in der Zweiten Schlacht um den Flughafen Donezk mehrere Kriegsverbrechen verübt zu haben. Darunter soll auch der Fall des ukrainischen Soldaten Ihor Branowyzkyj sein, der zuvor gefangen genommen worden war und am 21. Januar 2015 von Pawlow mit zwei Kopfschüssen ermordet worden sein soll. Pawlow selbst gab später in einem Interview mit ukrainischen Journalisten zu, mindestens 15 gefangene ukrainische Soldaten erschossen zu haben. Amnesty trug dazu in einem Bericht vom 22. Mai 2015 Beweise zusammen.

## Nachwirkung
Am 20. Mai 2022 zeichnete Wladimir Putin Pawlow posthum mit dem Tapferkeitsorden aus.